# Pierre Rossier
Vous lisez un « bon article » labellisé en 2011.
Pour les articles homonymes, voir Rossier.

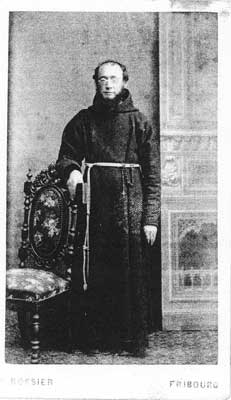
Curé à Fribourg, vers 1860.

Pierre Joseph Rossier, né le 16 juillet 1829 à Grandsivaz en Suisse et mort le 22 octobre 1886 dans le 14ème arrondissement de Paris en France, est un photographe suisse, pionnier de la photographie en Asie. Ses photographies à l'albumine, ses stéréogrammes et ses cartes de visite représentent des portraits et des paysages naturels ou urbains.
À ses débuts, il est commissionné par la firme londonienne Negretti & Zambra pour se rendre en Asie et documenter la progression des forces franco-britanniques pendant la seconde guerre de l'opium (1856-1860) et, bien qu'il n'ait pas réussi à obtenir l'autorisation d'accompagner l'expédition militaire, il reste en Asie pendant plusieurs années, réalisant les premières photographies commerciales de Chine, des Philippines, du Japon et du Siam (actuelle Thaïlande). Il est le premier photographe professionnel actif au Japon, pays où il forme Hikoma Ueno, Genzō Maeda et Kuwajirō Horie ainsi que d'autres moins connus faisant partie de la première génération de photographes japonais. De retour en Suisse, il fonde plusieurs studios photographiques à Fribourg et à Einsiedeln, et réalise ainsi des images de son pays.
Pierre Rossier est considéré comme une figure importante des débuts de la photographie, pas seulement pour ses clichés mais aussi pour l'impact décisif de son enseignement dans l'histoire de la photographie. Plusieurs de ses clichés réalisés en Suisse sont aujourd'hui conservés dans des musées et des collections privées de ce pays. Rossier fit les premières photographies commerciales de Chine et du Japon, elles sont aujourd'hui très rares. Malgré cela, il reste une figure importante des débuts de la photographie en Asie. Avant son arrivée au Japon en 1859, les photographes locaux avaient du mal à réaliser des clichés corrects, mais grâce à l'enseignement de Rossier, à leur expérience auprès de lui et à leurs contacts avec des fournisseurs de matériel photographique, ils purent développer une photographie spécifiquement japonaise.

## Identité et origines
Jusqu'à très récemment, on connaissait peu de choses sur Rossier, même son prénom étant un mystère. En son temps, il fut parfois appelé « P. Rossier » et d'autres fois « M. Rossier ». On a longtemps pensé qu'il était Français, et, pendant son séjour au Japon, il fut même surnommé l'« Anglais ». Des documents découverts dans les archives de la ville de Fribourg ont révélé que Rossier est Suisse, né le 16 juillet 1829 à Grandsivaz, un petit village dans le canton de Fribourg, et que son prénom est Pierre, « M » dans « M. Rossier » voulant probablement ainsi dire « Monsieur ». Il est le quatrième des dix enfants d'une famille d'agriculteurs de condition modeste. À l'âge de 16 ans, il devient instituteur dans l'école d'un village voisin. En 1855, il reçoit un passeport et visite la France et l'Angleterre où il travaille comme photographe.
À un certain moment, après avoir quitté la Suisse et être arrivé au Royaume-Uni, Rossier est commissionné par la firme Negretti & Zambra pour se rendre en Chine et prendre des clichés de la seconde guerre de l'opium (1858-1860). Il se peut que l'entreprise considérait la nationalité suisse de Rossier comme un atout pour ce voyage, étant donné que la neutralité de son pays pouvait éventuellement lui permettre de monter à bord des navires français comme britanniques. En raison des coûts élevés du voyage, des risques financiers pris par la firme et les risques sur la personne même de Rossier, c'était une importante commande.

## Voyage en Asie

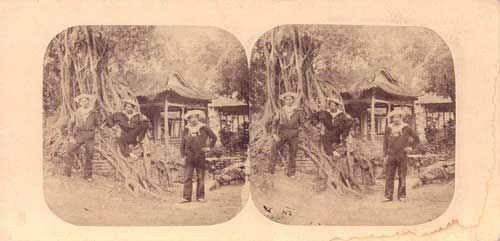
Marins français à Canton, 1858. Stéréogramme, Impression à l'albumine.

Rossier arrive à Hong Kong en 1858. Il commence immédiatement à réaliser des clichés, principalement dans et autour de Canton. En novembre 1859, Negretti & Zambra publie une série de cinquante photos de Rossier, dont quelques stéréogrammes. Cette publication reçoit des critiques dans les périodiques photographiques. En 1858 ou 1859, Rossier se rend aux Philippines, notamment sur le volcan Taal, qu'il photographie. En 1859, Rossier est au Japon. Il fait d'abord des clichés de Nagasaki, puis de la préfecture de Kanagawa, de Yokohama et d'Edo (actuelle Tokyo) ; il est alors le premier photographe professionnel actif au Japon. L'une de ses photographies prise durant l'été 1859 à Nagasaki montre le fils de Philipp Franz von Siebold, Alexandre von Siebold, avec plusieurs samouraïs du clan Nabeshima.
Rossier est à Shangaï à la fin de juin 1860. Il est probable qu'il ait exploré la ville dans l'espoir d'obtenir la permission d'accompagner l'expédition militaire franco-britannique qui s'était déjà rassemblée dans le nord de la Chine, et ainsi faire ce pour quoi il avait été envoyé en Asie. Mais les deux armées refusent car elles ont déjà leurs photographes attitrés pour illustrer l'expédition. Les Britanniques étaient accompagnés de Felice Beato et de John Papillon, et les Français d'Antoine Fauchery, du lieutenant-colonel Du Pin, et probablement aussi de Louis Legrand. Bien que Rossier ne puisse mener à bien sa commande, il décide de rester en Extrême-Orient pendant encore quelque temps.
En octobre 1860, Rossier retourne à Nagasaki où il fait des clichés du port pour le compte du consul britannique George S. Morrison, qui le rémunère à hauteur de 70 US$,. Bien que les photographies de Rossier soient régulièrement envoyées par bateau à la firme Negretti & Zambra, celle-ci n'en publie aucune avant octobre ou novembre 1861. Cinq des clichés japonais de Rossier apparaissent néanmoins dans le livre de George Smith, Ten Weeks in Japan, en avril 1861. En juillet, huit autres apparaissent sous la forme de lithographies dans le livre de Henry Arthur Tilley, Japan, the Amoor, and the Pacific. Dans l'édition de 1861 de l'Illustrated London News se trouvent plusieurs gravures sur le thème de la « vie quotidienne en Chine », tirées de stéréogrammes de Rossier. L'une des photographies annoncée en 1860 par Negretti & Zambra se trouve être la première photographie commerciale prise au Japon à être publiée et la plus ancienne photographie japonaise colorée à la main.
Grâce à un certain nombre de documents de l'époque, il est maintenant certain que les photographies de Chine et du Japon de Negretti & Zambra sont dues à Rossier, mais des spécialistes ont pendant très longtemps pensé qu'elles avaient été prises par Walter B. Woodbury, qui travaillait aussi avec Negretti & Zambra mais était basé à Batavia (actuelle Jakarta), ou par Abel Gower, un photographe amateur installé au Japon. La collection de photographies de l'université de Leyde aux Pays-Bas comprend un portrait prétendu de Gower signé « P. Rossier », alors que Rossier et Gower se sont rencontrés en 1859 sur le HMS Sampson qui faisait le trajet de Nagasaki à Edo.

## Professeur de photographie

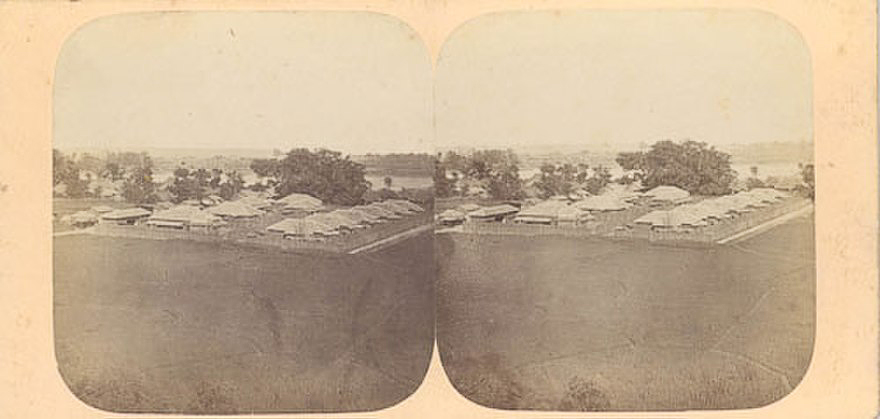
Vue de Yokohama, 1859. Stéréogramme, impression à l'albumine.

Rossier débarque au Japon en 1859, à une époque où les photographes locaux font leurs débuts sur l'île de Kyūshū, et en particulier à Nagasaki (région la plus proche du continent et donc la première à recevoir les influences extérieures). Cette ville est la capitale nationale du rangaku, l'étude des sciences occidentales, et c'est également en son sein que les médecins néerlandais Jan Karel van den Broek et J. L. C. Pompe van Meerdervoort enseignent principalement la médecine mais aussi la chimie et la photographie. Cependant, l'enseignement de cette dernière matière est juste théorique car aucun des deux professeurs n'est un photographe professionnel, et toutes leurs tentatives pour réaliser des clichés se sont soldées par des échecs. Néanmoins, ils enseignent la technique du collodion humide à de futurs grands photographes tels que Yoshio Keisai, Shumpei Furukawa, Shumpei Kawano, Genzō Maeda, Hikoma Ueno, Kuwajirō Horie, et bien d'autres.
À son arrivée au Japon, Rossier se présente vraisemblablement comme un photographe dépêché dans ce pays par la firme londonienne Negretti & Zambra, peut-être est-ce à cause de cela qu'il est souvent désigné comme un photographe « anglais ». À Nagasaki, Rossier est assisté dans son travail par Genzō Maeda, qui avait été chargé d'accompagner « l'Anglais »  pour approfondir son apprentissage de la photographie. Ainsi, entouré de Maeda et d'autres étudiants, Rossier réalise des clichés de prêtres, de mendiants, d'une foule assistant à un combat de sumo, des comptoirs étrangers et d'un portrait de groupe d'Alexandre von Siebold avec plusieurs samouraïs. Selon Rossier, Pompe van Meerdervoort n'arrive pas à faire des photographies satisfaisantes parce qu'il manque de produits chimiques et, ainsi, il envoie Maeda à Shanghai pour s'en procurer ainsi que des appareils photo. Maeda et Furukawa en profitent pour acheter pour eux des objectifs, des produits chimiques et du papier albumine.
Rossier enseigne également la photographie à Kuwajirō Horie et Hikoma Ueno. Celui-ci avait apparemment l'intention d'apprendre en plus à fabriquer des appareils photo. Sa rencontre avec Rossier semble l'avoir convaincu de choisir une carrière de photographe, mais il est tellement dépassé par la complexité technique des appareils photo qu'il abandonne l'idée d'en fabriquer lui-même. En quelques mois, lui et Horie achètent un appareil photo français, des produits chimiques et se lancent dans ce métier.
Bien que le séjour de Rossier au Japon ait été de courte durée et que ses clichés de ce pays soient relativement rares, il reste un personnage important de l'histoire de la photographie japonaise car c'est lui qui a formé et donné l'impulsion à la première génération de photographes japonais.

## Dernières années

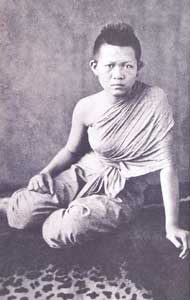
Portrait d'une femme siamoise, vers 1861. Impression à l'albumine.

En 1861, Rossier se trouve au Siam où il réalise des clichés ethnographiques pour le compte du zoologiste français Marie-Firmin Bocourt, et, en 1863, Negretti & Zambra publie une série de trente stéréogrammes du Siam probablement pris par Rossier. En février 1862, Rossier est de nouveau à Shanghaï où il revend tout son matériel photographique avant de s'embarquer pour l'Europe. Pendant qu'il était en Asie, il est possible que Rossier ait également fait des clichés en Inde ; Negretti & Zambra a en effet publié des photographies d'Inde en même temps que celles de Chine faites par Rossier.
Rossier rentre en Suisse début 1862, et, en octobre 1865, il épouse Catharine Barbe Kaelin (1843–1867) avec qui il a un fils : Christophe Marie Pierre Joseph né le 30 juillet 1866. Catharine meurt le 4 avril 1867.
Rossier gère un studio photographique à Fribourg jusqu'en 1876 au moins et un autre à Einsiedeln. Durant les années 1860 et 1870, il réalise plusieurs stéréogrammes et cartes de visite comprenant des portraits et de vues de Fribourg, d'Einsiedeln et d'autres villes de Suisse. Une annonce de 1871 dans le journal fribourgeois La Liberté fait de la publicité pour des clichés de Rossier de peintures religieuses de Melchior Paul von Deschwanden. En 1872, Rossier obtient un passeport pour visiter la France où il réalise des clichés. Il se remarie, dans le 7ème arrondissement de Paris, le 22 février 1883 à Marie Virginie Overney, femme de ménage dans ses studios. Lors de leur mariage, Marie Virginie Overney est mère d'une fille, Marie Joséphine, née le 6 août 1872. Ils ont ensemble un fils, Joseph Louis, né à Paris le 16 mars 1884, qui ouvre plus tard un café à Vevey en Suisse.
Pierre Rossier meurt à l'asile Notre-Dame de Bon Secours, rue des Plantes 66, dans le 14ème arrondissement de Paris le 22 octobre 1886. Cet asile, desservi par des religieuses hospitalières, est doté de 100 lits et ouvert aussi bien aux hommes qu'aux femmes.